# Huld-Manuskript

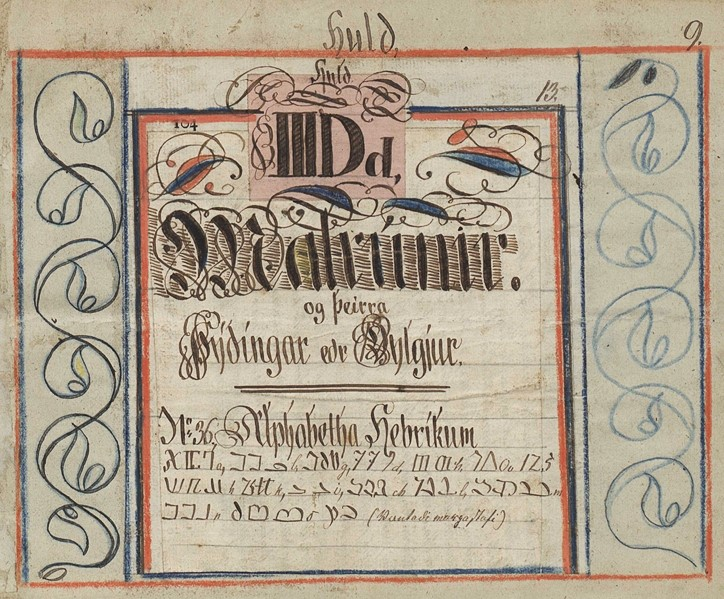
Huld-Manuskript von 1860, Seite 9

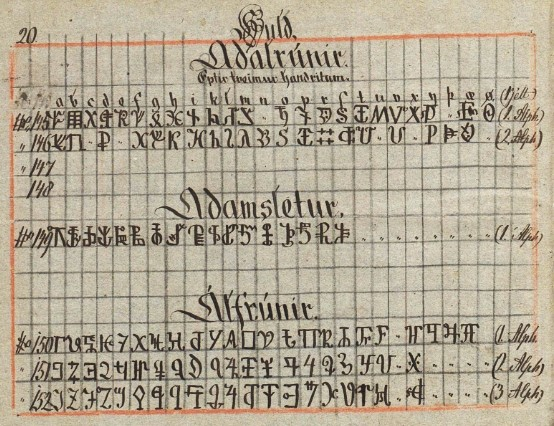
Huldmanuskript, Seit 20: Adalrúnir, Adamslettur, Álflrúnir

Das Huld-Manuskript ist eine isländische Handschrift aus dem Jahr 1860. Sie wurde von dem isländischen Gelehrten Geir Vigfússon (1813–1880) in Akureyri zusammengestellt. In diesem Grimoire ist eine ausführliche Aufstellung von 30 isländischen magischen Zeichen enthalten. Sie gehören zu den sogenannten Galdrastafir (isländisch Plural von galdrastafur: „Zauberstäbe“, „Zauberzeichen“). Das Huld-Manuskript ist vor  allem wegen seiner Darstellung des Vegvísir bekannt. Er ist im Huld-Manuskript erstmalig belegt. Die Handschrift befindet sich heute in der National- und Universitätsbibliothek Islands unter der Signatur ÍB 383 4to.

## Beschreibung
Der Manuskriptname Huld kommt vermutlich von dem Wort „hulda“, was „Geheimhaltung“ bedeutet. Beim Huld-Manuskript handelt es sich um eines der wenigen etwa 20 erhaltenen isländischen Grimoires, von denen der Name des Schreibers bekannt ist. Es umfasst 27 Blätter, die durchweg alle mit der Hand beschriftet sind. Auch alle 30 Zeichnungen wurden mit der Hand angefertigt. Die Seiten sind bis 60 durchnummeriert (52. und 61. beschriebene Seite ohne Seitennummer); nach der 40. Seite setzt die Nummerierung erst wieder mit 61 ein. Wahrscheinlich wurden unbeschriftete Seiten in der Mitte aus diesem Grund entfernt.
Das Huld-Manuskript zeigt im ersten Teil auf 40 Seiten einschließlich einer vorausgehenden Übersicht etwa 300 durchnummerierte verschiedene chiffrierte Alphabete und auch chiffrierte Runenalphabete. Die Schriften sind mit Namen bezeichnet und werden in alphabetischer Reihenfolge dieser Namen aufgelistet. So gibt es beispielsweise die Adalrúnir, die Runen des schwedischen Mystikers Johannes Bureus, die Runen und kabbalistisches Wissen miteinander verbinden,  die Adamslettur („Adamsbuchstaben“), Álflrúnir („Elfenrunen“) und unzählige andere Alphabete. Bei allen Alphabet-Übersichten ist jeder Buchstabe übersichtlich in jeweils einem Kästchen eingefügt.
Im zweiten Teil werden auf 11 Seiten 30 isländische magische Zeichen abgebildet. Um das jeweilige Zeichen erfolgreich einsetzen zu können, ist die praktische Anwendung genau beschrieben. Die Beschreibungen sind eine Mischung aus Handschrift und mittelalterlichen Runen. So soll beispielsweise der Fengur von dem Mann, der ein bestimmtes Mädchen schwängern will, in einen Käselaib eingeschnitten und der Käse dem Mädchen zum Essen gegeben werden. Das Vegvísir-Zeichen soll man bei sich tragen, um sich in Sturm und Unwetter nicht zu verirren.

## Übersetzungen des Huld-Manuskripts
Das Huld-Manuskript und andere isländische handschriftliche Grimoires wurden von dem isländischen Naturforscher und Volkskundler Ólafur Davíðsson untersucht und sein Aufsatz darüber bereits 1903 zusammen mit allen Abbildungen der Huld-Handschrift, die er allerdings nicht selber gezeichnet hat und die auch mit Ungenauigkeiten behaftet sind, vom Isländischen ins Deutsche übersetzt. Der australische Wissenschaftler Justin Foster, der sich auf die Erforschung der isländischen Zauberzeichen spezialisiert hat, legte 2015 zusammen mit korrigierenden und erklärenden Anmerkungen eine englische Übersetzung von Ólafur Davíðssons Aufsatz vor. Außerdem veröffentlichte er – ebenfalls 2015 – eine englische und kommentierte Übersetzung des zweiten Teils des Huld-Manuskripts, der die 30 Galdrastafir abbildet und beschreibt, vor.

### Abbildungen magischer Zeichen (Auswahl)

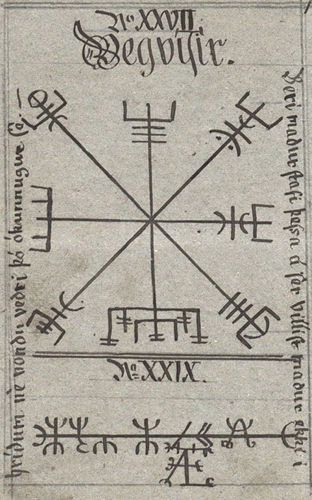
Vegvísir
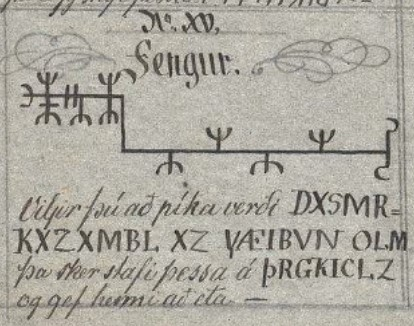
Fengur
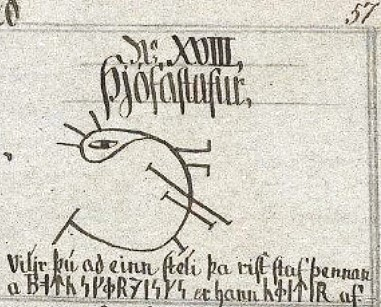
Þjófastafur
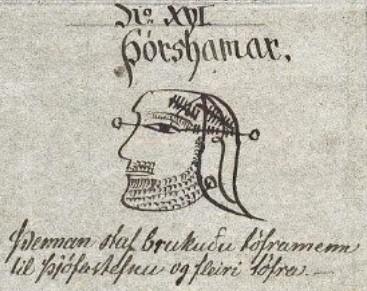
Þórshamar